# Pasivo
El pasivo, en contabilidad financiera, es el conjunto de obligaciones impuestas por la financiación facilitada por un acreedor y representa el fondo monetario que la persona o empresa posee y debe a terceros y tiene que pagar o devolver, habitualmente en cuotas y períodos establecidos. El pasivo lo constituyen los pagos a bancos (por créditos y préstamos), proveedores, impuestos, salarios a empleados, etcétera. El pasivo suele pagarse o devolverse mediante periódicamente, cuando es un crédito mediante amortización también periódica. Un préstamo hipotecario es un pasivo.
El activo, en contraparte, comprende a los bienes y derechos financieros que tiene la persona o empresa.

## Marco conceptual
Según las Normas Internacionales de Contabilidad, un pasivo financiero es todo aquel que incluye:
- La obligación en un contrato:[3]

- de reponer efectivo u otro activo financiero a una entidad o empresa.
- de intercambiar activos o pasivos financieros en condiciones potencialmente desfavorables para la empresa.

- Un contrato que pueda ser o que será liquidado que:

- de ser un derivado, su liquidación no pueda ser o no será mediante el intercambio de una cantidad fija a cambio de un número fijo de sus propios instrumentos de capital.
- de no ser un derivado, obligue o pueda obligar a entregar un número variable de capital propio.

## Tipos de pasivos
El pasivo está agrupado según su exigibilidad, es decir, a su mayor y menor urgencia. Así, existen pasivos a corto plazo y pasivos a largo plazo. Los pasivos cuyo pago es más urgente producen más tensión sobre el efectivo, por lo que las empresas suelen hacer una lista de sus pasivos en el orden en que se vence la fecha de pago. El poder saber qué cantidad de los pasivos de la empresa son a corto plazo y que cantidad son a largo plazo, permite a los acreedores evaluar la factibilidad de su empresa de obtener efectivo.

### Pasivo exigible y pasivo no exigible
- Pasivo exigible: Es un término en  desuso que de representa el total de las deudas, documentadas o no, que la empresa tiene con terceros.[5] Suponen financiación ajena. La financiación puede suponer obligaciones con acreedores, bancos u obligacionistas, por ejemplo.
  - A largo plazo: son obligaciones cuyo vencimiento es de más de un año de la fecha del balance general.
  - A corto plazo: son obligaciones que tienen que ser saldadas dentro del ciclo normal de operaciones de la empresa, por lo general su vencimiento es de menos de un año.
- Algunos autores hablan de Pasivo no exigible o fondos propios, que estaría formado por "el Capital social y las reservas" (las reservas). Y sostienen (sin fundamentos fuertes) que "son pasivos, porque pertenecen a los accionistas, pero no es exigible a la empresa su devolución". En realidad, para que un pasivo cumpla la condición de tal, debe presentar algunas características que el "capital propio" no cumple (por mencionar una: que constituya un sacrificio de recursos no controlable por el ente), como por ejemplo, lo sostiene la normativa contable en la Argentina (Resolución Técnica 16 de la Federación Argentina de Profesionales en Ciencias Económicas).[6] La inclusión de "fondos propios" dentro del pasivo, no tiene fundamento económico y tal vez sea un resabio legalista. Ver "pasivo" en contabilidad.
- Pasivo contingente: obligación posible surgida a raíz de sucesos pasados, cuya existencia dependa de un suceso futuro o que no está recogida en los libros por no obligar a la empresa a desprenderse de recursos en el presente o no ser susceptible de cuantificación en el presente.[5] En caso de cumplirse las circunstancias, se genera la obligación a terceros. Un ejemplo muy común son los litigios judiciales, con la consecuente obligación en el caso de una sentencia en contra. Es decir, es un pasivo probable o eventual pero no definitivo.